# 弓箭之戰
《最終兵器：弓》（韓語：최종병기 활）是2011年8月10日上映的韓國古裝動作電影。上映首週拿下南韓周末票房冠軍，使同一時期的南韓鉅作《第七礦區》被認為前景堪憂，以745萬9974名觀影人數排在韓國年度票房榜第二位，並拿下第32屆韓國青龍獎五項大獎，成為青龍獎的最大贏家。朴海日和文彩元分別以此獲得韓國第48屆大鐘獎最佳男主角獎及最佳女新人獎。

## 劇情介紹
以朝鮮時代丙子胡亂為背景，一對兄妹親眼目睹父親被冠上逆賊罪名，並且遭到趕盡殺絕，所幸兩人逃了出來。多年之後，在妹妹子仁的大喜之日這天，卻遭清軍突襲，子仁與她的丈夫雙雙被擄走。懷著一身射箭絕技的哥哥南伊為了救出唯一的妹妹，不顧危險地直闖清兵陣營。

## 演員
- 朴海日：飾演南伊(青年後)
- 柳承龍：飾演Jyusinta、清國大将
- 金武烈：飾演西君，子仁之夫
- 文彩元：飾演子仁(青年後)，南伊之妹
- 朴基雄：飾演清皇太子
- 李璟榮：飾演 金武善，南伊一家遭遇橫禍之時，父親要求他去投靠的對象。
- 李漢偉：飾演 甲勇，金武善府裡的管家
- 李承俊（朝鲜语：이승준）：飾演 瓦罕
- 大谷亮平：飾演清國武士
- 李大衛：：飾演 幼年南伊
- 全敏書：飾演 幼年子仁
- 朴明申：飾演 金武善的夫人

## 獲獎
- 第48屆大鐘獎
  - 最佳男主角：朴海日
  - 女新人獎：文彩元
- 第32屆青龍獎
  - 最佳男主角：朴海日
  - 最佳男配角：柳承龍
  - 女新人獎：文彩元
  - 最佳技術：吳世英
  - 人氣獎-最高觀影影片

## 外部連結
- 弓箭之戰的Facebook專頁 
- 最終兵器：弓 （页面存档备份，存于） at Naver 
- 互联网电影数据库（IMDb）上《弓箭之戰》的资料（英文）
- 韩国电影数据库（KMDb）上《弓箭之戰》的資料
- 《弓箭之戰》在HanCinema的页面（英文）